# Czujnik chemiczny
Czujnik chemiczny (sensor chemiczny) – urządzenie służące do przekształcenia płynącej z otoczenia informacji chemicznej na użyteczny sygnał pomiarowy.

## Użyteczne parametry czujników chemicznych
- Selektywność – zdolność czujnika do pomiaru stężenia jednej substancji lub jonu podczas gdy inne nie są przez czujnik rozpoznawane
- Czas odpowiedzi – czas po upływie którego czujnik osiąga określoną część odpowiedzi (np. 95%).
- Granica oznaczalności – najmniejsza ilość/stężenie jakie może być oznaczone.
- Czas życia czujnika – minimalny gwarantowany okres poprawnego działania czujnika.
- Stabilność – zdolność czujnika do zachowania parametrów pomiarowych.

## Podział czujników chemicznych
- Elektrochemiczny czujnik gazowy – zbudowany z dwóch lub trzech elektrod zanurzonych w roztworze elektrolitu, który może być ciekły, w postaci żelu, lub nasyconym cieczą porowatym ciałem stałym. Naczynie z elektrolitem izolowane jest od otoczenia poprzez przepuszczalną folię polimerową, która jest przepuszczalna dla gazów. Dodatkowo można stosować kapilarną barierę dyfuzyjną.
- Czujnik amperometryczny – analit gazowy wprowadzony do wnętrza czujnika będzie na powierzchni odpowiednio spolaryzowanej elektrody ulegał reakcji utleniania bądź redukcji. Natężenie generowanego w tej reakcji prądu elektrycznego będzie wówczas proporcjonalne do stężenia analitu.
- Czujnik potencjometryczny – ogniwo elektrochemiczne zbudowane z elektrody wskaźnikowej i elektrody odniesienia umieszczonych w roztworze elektrolitu. Wprowadzony do wnętrza czujnika analit gazowy będzie miał wpływ na wielkość siły elektromotorycznej ogniwa.

## Zastosowania
Czujniki chemiczne można wykorzystywać samodzielnie, gdy istnieje potrzeba wykrycia konkretnej substancji chemicznej, bądź w grupach zorganizowanych na przykład w elektroniczny nos, jako analogia biologicznego zmysłu powonienia. Są chętnie stosowane w robotyce w zagadnieniach związanych z nawigacją zapachową.